# Andriej Swiecznikow
Andriej Igoriewicz Swiecznikow (ros. Андрей Игоревич Свечников; ur. 26 marca 2000 w Barnauł, Rosja) – rosyjski hokeista, gracz ligi NHL, reprezentant Rosji.
Wybrany jako nr 2 w NHL Entry Draft 2018 przez Carolina Hurricanes. W lidze NHL zadebiutował 4 października 2018.

## Kariera klubowa
- Muskegon Lumberjacks (2.05.2016 - 23.07.2017)
- Barrie Colts (23.07.2017 - 30.06.2018)
- Carolina Hurricanes (30.06.2018 -

## Kariera reprezentacyjna
- Reprezentant Rosji na MŚJ U-18 w 2016
- Reprezentant Rosji na MŚJ U-18 w 2017
- Reprezentant Rosji na MŚJ U-20 w 2018

## Sukcesy
Reprezentacyjne
- Brązowy medal z reprezentacją Rosji na MŚJ U-18 w 2017